# Asas (romance)

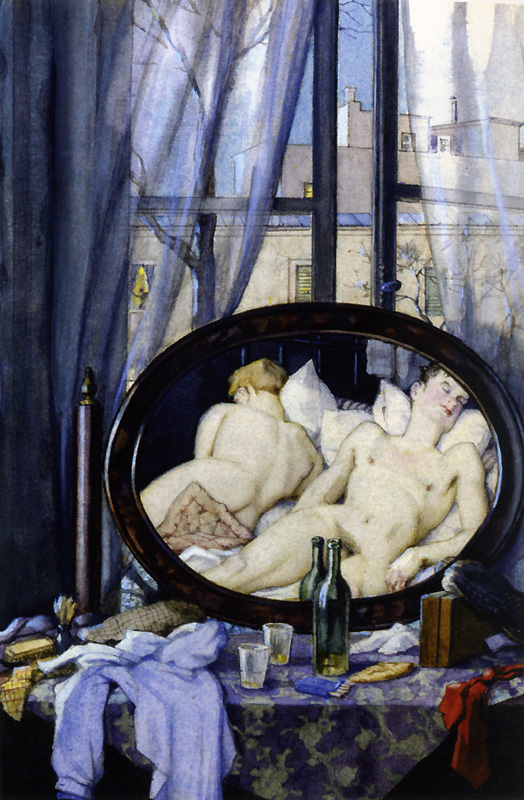

Asas   ( em russo:  Крылья ) é um romance russo de Mikhail Kuzmin, publicado em 1906. Foi o primeiro romance russo de temática  homossexual e causou grande consternação no meio literário conservador da Rússia czarista.

## Resumo do enredo
O romance trata da paixão do adolescente, um órfão, Vânia Smurov pelo seu mentor, Larion Strup, um pederasta que o inicia na descoberta do mundo da arte Clássica, Renascentista e Romântica. No final da primeira parte, Vânia fica chocado quando descobre que o objeto da sua admiração frequenta um banho público para homossexuais. Para por em ordem os seus sentimentos, Vânia retira-se para a província, na região do Volga, mas a sua experiência nauseante com as mulheres do campo, cujos incentivos para que ele desfrute a sua juventude não são mais que tentativas desajeitadas de sedução, induz Vânia a aceitar o convite de um dos seus professores  para o acompanhar numa viagem por Itália. Na última parte do romance, Vânia e Strup, que também está em Itália, são vistos a desfrutar o clima suave do Mediterrâneo e as obras de arte deslumbrantes de Florença e Roma, enquanto o príncipe Orsini fala ao delicado jovem sobre a arte do hedonismo.

## Receção
Embora o romance tenha sido competentemente escrito num estilo elegante e original, a sua receção ficou marcada pelo escândalo. O tema central, de grande sensualidade estetizada, gerou comparações com as obras contemporâneas de Oscar Wilde e André Gide, que cobrem um território temático similar. Vladimir Nabokov parodiou a novela de Kuzmin no seu conto O olho vigilante,  dando ao protagonista o nome de "Smurov", sendo "Vânia" uma rapariga. De acordo com Justin Torres, "Asas não é apenas uma obra esteticamente subversiva, é uma defesa franca da homossexualidade". 